# Thomas Robinson, 1. baron Grantham
Thomas Robinson, 1. baron Grantham (Thomas Robinson, 1st Baron Grantham) (24. dubna 1695, Grantham, Anglie – 30. září 1770, Londýn, Anglie) byl britský diplomat, dvořan a státník. Jako dlouholetý vyslanec ve Vídni (1730-1748) měl významnou úlohu ve vývoji diplomatických vztahů Velké Británie a habsburské monarchie první poloviny 18. století. Později zastával funkce v britské vládě a u dvora, mimo jiné byl ministrem vnitra (1754-1755). S titulem barona byl od roku 1761 členem Sněmovny lordů. Jeho potomci v několika následujících generacích patřili k významným osobnostem britských dějin. Syn Thomas byl ministrem zahraničí, vnuk Frederick John se stal britským premiérem. Později rod získal titul markýzů z Riponu, potomstvo vymřelo v roce 1923.

## Kariéra
Pocházel z původně měšťanské rodiny z Yorku, byl nejmladším z pěti synů yorského starosty a dlouholetého poslance Sira Williama Robinsona (1655-1736). Studoval ve Westminsteru a v Cambridge a od mládí působil v diplomacii. V letech 1723-1729 byl tajemníkem vyslanectví v Paříži a v letech 1728-1729 se jako britský zástupce zúčastnil mezinárodního kongresu v Soissons. Jako stoupenec strany whigů se stal členem Dolní sněmovny (1727-1734), zasedání parlamentu se ale zúčastňoval jen výjimečně. V roce 1730 byl jmenován vyslancem ve Vídni, kde strávil 18 let (1730-1748). V roce 1731 uzavřel ve Vídni smlouvu, jíž Velká Británie uznala pragmatickou sankci, na oplátku se habsburská monarchie zavázala zrušit úspěšnou Ostendskou společnost sídlící v Rakouském Nizozemí. Důležitou úlohu sehrál v době války o rakouské dědictví, kdy se Velká Británie stala spojencem habsburské monarchie. Hned na počátku války se neúspěšně pokoušel vyjednat příměří mezi Rakouskem a Pruskem, poté se zúčastňoval dalších diplomatických jednání. V roce 1741 byl účastníkem korunovace Marie Terezie na uherskou královnu v Bratislavě a v roce 1742 obdržel Řád lázně. Spolu s hrabětem Sandwichem byl v roce 1748 delegátem na mírovém kongresu v Cáchách.
Po ukončení diplomatické mise v Rakousku zastával nižší posty ve vládě a u dvora. Byl lordem komisařem pro obchod a kolonie (1748-1749) a vrchním správcem královského šatníku (Master of the Great Wardrobe, 1749-1755), znovu byl také poslancem Dolní sněmovny (1748-1761) V roce 1750 byl jmenován členem Tajné rady, ve vládě vévody z Newcastle byl krátce ministrem vnitra (1754-1755) a zároveň mluvčím vlády v Dolní sněmovně. V době nepřítomnosti Jiřího II. v Británii byl v roce 1755 také členem místodržitelského sboru. Po rezignaci na funkci ministra vnitra zastával znovu úřad správce královského šatníku (1755-1760). Uplatnil se jako schopný diplomat s trvalou podporou Jiřího II., v parlamentní politice a ve vládních funkcích však příliš neuspěl. S vědomím vlastních nedostatků odmítl v roce 1757 opětovnou nabídku na post ministra vnitra. V roce 1761 získal titul barona odvozený od názvu jeho rodiště a vstoupil do Sněmovny lordů. Členem vlády byl naposledy v kabinetu markýze z Rockinghamu jako generální poštmistr (1765-1766).

## Rodina

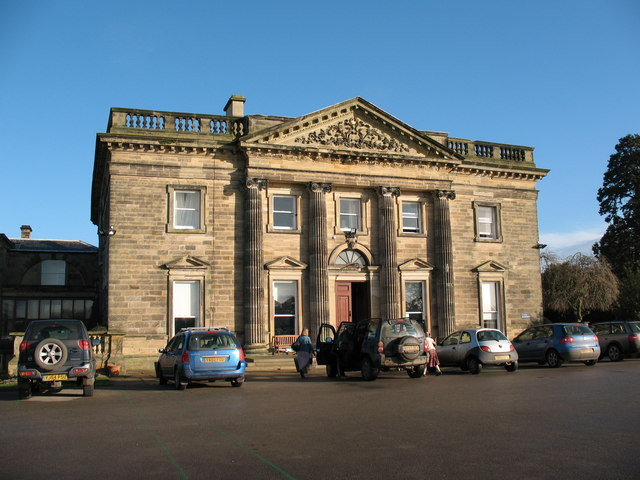
Zámek Newby Park (hrabství Yorkshire), sídlo rodu Robinsonů

Jeho manželkou byla od roku 1737 Frances Worsley (1716-1750), měli spolu tři děti, všechny se narodily ve Vídni. Pokračovatelem rodu byl starší syn Thomas (1738-1786), dlouholetý vyslanec ve Španělsku a pozdější ministr zahraničí. Mladší syn Frederick Robinson (1746-1792) působil také v diplomacii a později byl členem Dolní sněmovny. Dcera Theresa (1744-1775) se provdala za poslance Johna Parkera, pozdějšího 1. barona Boringdona (1735-1788). Rodovým sídlem byl zámek Newby Park (později Baldersby Park) v hrabství Yorkshire z počátku 18. století.
Thomasovi starší bratři William a John sloužili v armádě, další bratr Sir Tancred Robinson (1685-1754) dosáhl v námořnictvu hodnosti kontradmirála a dvakrát byl starostou v Yorku.
Po Thomasu Robinsonovi bylo pojmenováno městečko Grantham v USA, založené v roce 1761.